# Berengeur

Beer (mannetjesvarken)

Berengeur is de onaangename geur die soms opgemerkt kan worden bij het verhitten of eten van varkensvlees, of producten waarin varkensvlees verwerkt is van niet-gecastreerde mannelijke varkens die de geslachtsrijpe leeftijd hebben bereikt.
Onderzoek wijst uit dat veel consumenten gevoelig zijn voor berengeur. Vrouwen schijnen gevoeliger voor de geur te zijn dan mannen. Ook lijken bepaalde bevolkingsgroepen er gevoeliger voor te zijn dan andere. In de meeste landen moet het vlees op grond van voedselkwaliteitsvoorschriften vrij zijn van berengeur.

## Oorzaak
Berengeur komt bij 5 tot 10% van de mannelijke slachtvarkens voor en wordt veroorzaakt door de ophoping van twee stoffen in het vet van mannelijke varkens: androstenon en scatool. Androstenon (een mannelijk feromoon) wordt in de testikels geproduceerd als de biggen geslachtsrijp worden en skatol (een bijproduct van darmbacteriën, of een bacteriële metaboliet van het aminozuur tryptofaan) wordt geproduceerd in zowel beren als zeugen. De concentraties van deze stoffen zijn echter veel hoger bij niet gecastreerde beren omdat testiculaire steroïden de afbraak ervan door de lever remmen.
Deze stoffen komen van nature voor bij biggen na het geslachtsrijp worden en als ze zich na verloop van tijd ophopen, kunnen ze worden opgemerkt bij verhitting van het vlees. Om de ophoping van deze stoffen te voorkomen, worden mannelijke biggen gecastreerd.

## Castratie
Al eeuwenlang worden varkens gecastreerd om berengeur te voorkomen. Mannelijke biggen worden gecastreerd als zij 2–3 weken oud zijn. In sommige landen, bijvoorbeeld Nederland, Zwitserland en Noorwegen, wordt het steeds gebruikelijker om algehele of plaatselijke verdoving toe te passen om de pijn en stress waarmee castratie gepaard gaat te verminderen. De verplichting tot verdoving verschilt per land, en ook of deze wordt uitgevoerd door varkenshouders of door dierenartsen. Castratie van beren, zowel met als zonder verdoving, heeft de afgelopen jaren veel kritiek gekregen van dierenwelzijnsorganisaties.

## Alternatieven voor castratie

### Selectie aan de slachtlijn
Een manier om castratie overbodig te maken is de detectie van berengeur aan de slachtlijn in het slachthuis. In Nederland wordt daardoor castratie steeds minder toegepast. In 2010 was bijna 80% van het varkensvlees in de supermarkten van niet gecastreerde biggen.

### Voor de geslachtsrijpe leeftijd slachten
In sommige landen, zoals Australië, worden varkens op jongere leeftijd geslacht. Dit omdat de twee natuurlijke stoffen die berengeur veroorzaken – androstenon en skatool – zich pas in het vet van mannelijke varkens beginnen op te hopen als ze geslachtsrijp worden. Daarom is vroeg slachten een methode om de aanwezigheid van berengeur in varkensvlees te verminderen.

### Bij inseminatie selecteren op geslacht
Berengeur is in de toekomst mogelijk ook te voorkomen door via selectie van biggen op geslacht vóór de geboorte alleen vrouwelijke biggen te fokken, namelijk door sperma op geslachtschromosomen te scheiden en kunstmatige inseminatie toe te passen. Deze methode is al met succes toegepast in de rundveefokkerij, maar de techniek bevindt zich nog in de onderzoeksfase, er is nog geen rendabele of praktische toepassing voor de varkenshouderij.

### Genetische selectie op berengeur
Het fokken van varkens met weinig berengeur is ook onderzocht, maar zonder veel succes. Een producent in de Verenigde Staten claimt dat dit via de fok en ander voer mogelijk is. Een voordeel van niet gecastreerde beren is dat ze magerder zijn en ca. 10% sneller groeien, waardoor ze meer vlees produceren dan bargen (gecastreerde beren) of gelten (zeugen) en dus voedsel efficiënter in vlees omzetten.

### Immunocastratie
Omdat fysieke castratie aan steeds heviger kritiek onderhevig is, zijn varkenshouders en brancheorganisaties op zoek naar andere methoden om berengeur te bestrijden. Vaccinatie tegen berengeur, wat reeds sinds 1998 in Australië en Nieuw-Zeeland wordt toegepast, is een alternatieve methode die zorgt voor onderdrukking van de testikelgroei bij het varken waardoor berengeur kan worden voorkomen. Inenting is een net zo betrouwbare methode als fysieke castratie. Het vlees is vrij van geur en veilig te consumeren.